# Natasha Richardson

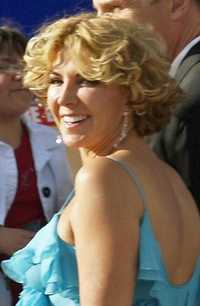
Richardson på Storbritanniens filmpremiär av Berättelsen om Narnia: Prins Caspian 2008.

Natasha Jane Richardson, född 11 maj 1963 i Marylebone i London, död 18 mars 2009 på Upper East Side i New York, var en brittisk skådespelare och medlem av teaterfamiljen Redgrave. Hon var dotter till Vanessa Redgrave och Tony Richardson och syster till Joely Richardson. Richardson var känd genom flera av sina filmroller, men främst för sina prisbelönta roller på Broadway.

## Biografi
Richardson slog igenom på filmduken med sitt porträtt av Mary Shelley i Gothic 1986, en fiktiv film om Frankensteins skapare. Följande år spelade hon mot Kenneth Branagh och Colin Firth i En månad på landet. Sedan blev hon erbjuden titelrollen i Patty Hearst, en dramadokumentär om arvtagerskan Patricia Hearst och hennes kidnappning, 1988. 1990 vann hon en Evening Standard British Film Award för bästa kvinnliga huvudroll i Mardrömmen.
Hennes sista filmroll var som rektor för en brittisk flickskola i komedin Wild Child från 2008.
Hon var gift med skådespelaren Liam Neeson från den 3 juli 1994 till sin död och de hade tillsammans två söner, födda 1995 och 1996.

### Död
Richardson skadades allvarligt då hon föll under en skidlektion i skidorten Mont Tremblant Resort, nordväst om Montréal i Québec, den 16 mars 2009. Efter fallet tycktes Richardson må bra; hon talade och agerade på ett till synes normalt sätt, varpå sjukvårdare och den ambulans som först var på plats fick veta att de inte behövdes och lämnade platsen. Hon avböjde läkarvård och återvände till sitt hotellrum, men cirka tre timmar senare fördes hon till ett lokalt sjukhus i Sainte-Agathe-des-Monts efter att ha klagat på en ihållande huvudvärk. Därifrån fördes hon med ambulans till Hôpital du Sacré-Cœur i Montréal, där man bedömde att hon befann sig i ett kritiskt tillstånd; det hade då gått sju timmar sedan olyckan. Följande dag flögs hon till Lenox Hill Hospital i New York, där hon avled den 18 mars 2009. Obduktionen visade att dödsorsaken var en epiduralblödning i hjärnan, orsakad av trubbigt våld mot huvudet.

## Filmografi
- 1968 – The Charge of the Light Brigade
- 1983 – Every Picture Tells a Story
- 1986 – Gothic
- 1987 – En månad på landet
- 1988 – Patty Hearst
- 1989 – Fat Man and Little Boy
- 1990 – Mardrömmen
- 1990 – The Comfort of Strangers
- 1991 – The Favour, the Watch and the Very Big Fish
- 1992 – Past Midnight
- 1994 – Nell
- 1994 – Widows' Peak
- 1998 – Föräldrafällan
- 2001 – Blow Dry
- 2001 – Chelsea Walls
- 2002 – Waking Up in Reno
- 2002 – Kärleken checkar in
- 2005 – Den ryska grevinnan
- 2005 – Asylum
- 2007 – Evening
- 2008 – Wild Child
- 2010 – The Wildest Dream

### TV
- 1984 – Oxbridge Blues
- 1985 –  Sherlock Holmes
- 1987 – Ghosts
- 1993 – Zelda
- 1993 – Hostages
- 1993 – Suddenly Last Summer
- 1996 – Röster från andra sidan graven
- 2001 – Haven
- 2007 – Mastersons of Manhattan
- 2008 – Top Chef